# Mauricio de Sully

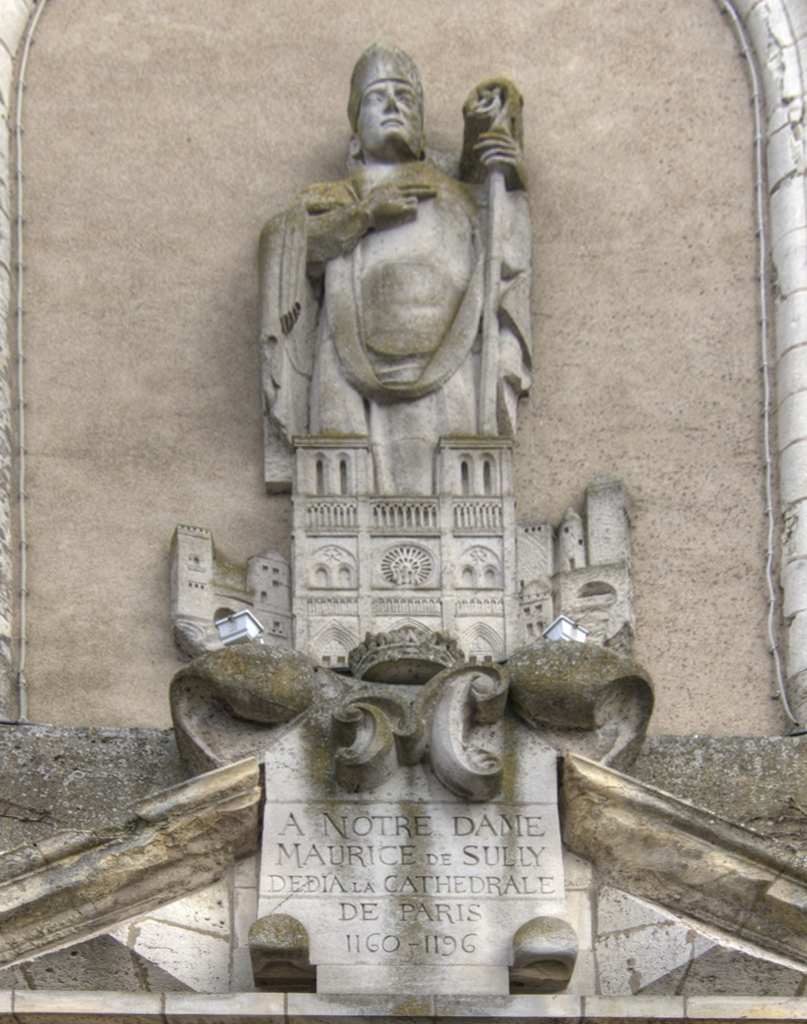
Mauricio de Sully.Iglesia de Sully-sur-Loire

Mauricio de Sully (nacido entre 1105 y 1120 en Sully-sur-Loire, y fallecido en 1196 en París) fue un religioso francés de la Edad Media. Fue obispo de París entre 1160 y 1196.

## Biografía
Nació de padres humildes en Sully-sur-Loire (Soliacum), cerca de Orléans, a principios del siglo XII. Llegó a París hacia 1140 y estudió para el estado eclesiástico. Pronto se hizo conocido como profesor capaz de teología y elocuente predicador. 
Se ha afirmado con frecuencia, pero sin pruebas suficientes, que era canónigo de Bourges. En 1159 aparece como archidiácono de París y el 12 de octubre de 1160, en gran medida por la influencia de Luis VII, fue elegido para suceder a Pedro Lombardo, en la sede episcopal de esa ciudad. 
La actual Catedral de Notre-Dame se erige como un monumento a su gobierno episcopal. Su construcción se inició y completó casi en su totalidad bajo su mando. Alejandro III, en 1163, puso la primera piedra de este suntuoso edificio, y en 1185 oficiaba el patriarca de Jerusalén, Heraclio, una vez completado el santuario. También convirtió la sinagoga que se encontraba en el sitio de la hoy iglesia de la Madeleine cuando fueron sometidos los judíos de París en 1182 por Felipe II de Francia , y debidamente consagró un templo dedicado a María Magdalena.
Mauricio de Sully también reconstruyó el palacio episcopal en el que la nobleza y el clero se reunió en 1179 en la coronación de Felipe Augusto en gobierno conjunto con su padre Luis VII. Como disfrutaba en alto grado de la confianza de ambos gobernantes, acompañó a Luis a su encuentro con Federico Barbarroja en Saint-Jean-de-Losne en 1162, y fue uno de los guardianes del tesoro real durante la Tercera Cruzada (1190).
En la controversia entre Tomás Becket y el rey Enrique II defendió enérgicamente al primero y, en tres cartas que aún existen, defendió su causa ante Alejandro III. Prohibió la celebración de la fiesta de la Inmaculada Concepción en su diócesis, pero apoyado por apelaciones a la Sagrada Escritura (Job, xix, 25-27) y la doctrina de la resurrección de los cuerpos, en contra de algunos nobles escépticos. Si bien mantuvo la administración de su diócesis, se retiró, a fines de la vida, al monasterio de Saint-Victor, donde murió. Mauricio de Sully es el autor de un tratado sobre el Canon de la Misa, conservada en manuscrito en Bourges. Numerosos sermones, algunos en latín, otros en lengua vernácula, también se le atribuyen. Los escritos en la lengua latina no estaban directamente destinados a la gente, sino más bien para el uso y estudio del clero. Los sermones franceses no parecen ser en su forma actual, la obra original de Mauricio de Sully; más comúnmente se consideran como reproducciones hechas por los eclesiásticos de su colección latina. No se ha publicado edición crítica de estos sermones; sus tres cartas a Alejandro III se imprimen en la Patrología Latina, CC, 1419-22, así como también algunos de sus documentos oficiales. (CCV, 897-914).